# Siège de Kuwabara
Le siège de Kuwabara se déroule le lendemain du siège du château d'Uehara. Takeda Shingen continue à étendre son pouvoir dans la province de Shinano en s'emparant du château de Kuwabara défendu par Suwa Yorishige. Suwa est reconduit à la capitale provinciale de Kōfu sous le prétexte de sécurité mais il est ensuite contraint de se suicider.

## Source de la traduction
- (en) Cet article est partiellement ou en totalité issu de l’article de Wikipédia en anglais intitulé « Siege of Kuwabara » (voir la liste des auteurs).